# Fredrik Eggeling
Johan Andreas Christian Friedrich (Fredrik) Eggeling, född 20 januari 1822 i Ochsendorf, Hannover, död 22 mars 1895 i Lund, var en tyskfödd sånglärare. Han var far till konstnären Viking Eggeling.
Eggeling var från 1850-talet verksam i Sverige. Han utgav en långt in på 1900-talet använd skolsångbok, Eggelings sångbok, som i nyare upplagor redigerades av Malin Holmström-Ingers med titeln Den svenska sången, och en populär samling sånglekar, Nu är det jul igen, och grundade 1880 Eggelings musikhandel i Lund.